# Arnaldo Ochoa Sánchez
Arnaldo Ochoa Sánchez (Cacocum, 1930 - l'Havana, 13 de juliol de 1989) va ser un general de Divisió de les Forces Armades Revolucionàries de Cuba, que va ser afusellat pel Govern cubà de Fidel Castro després d'haver estat considerat culpable d'una varietat de delictes, inclòs el tràfic de drogues i la traïció. Les denúncies d'un antic guardaespatlles de Castro van declarar que Ochoa va ser executat, i el ministre de l'Interior, José Abrantes, va ser condemnar a 20 anys de presó per encobrir la participació dels germans Castro en el comerç de contraban de drogues d'alt nivell.
Nasqué a la província d'Oriente, fill de camperols d'origen espanyol. El 26 d'agost de 1958 es va incorporar a la Columna 2 sota les ordres de Camilo Cienfuegos, al costat dels seus germans Albio, Antonio i el seu oncle Víctor, a la zona oriental de Cuba en la lluita contra la dictadura de Fulgencio Batista.
Immediatament després del triomf de la Revolució (gener de 1959), viatja a estudiar a Txecoslovàquia i posteriorment a la Unió Soviètica, on va rebre entrenament militar. A l'abril de 1961 va participar en els combats de la invasió de Bahía de Cochinos. A l'octubre de 1962 va tenir notable participació durant la crisis dels míssils.
En els anys seixanta es va entrenar al costat de veneçolans a Cuba. El juliol de 1966 va desembarcar a Veneçuela amb Luben Petkoff per l'estat Falcón. En aquest país va participar en l'emboscada de Cerro Atascadero el 16 de setembre de 1966 entre Yumare i Duaca (Estat Yaracuy), on van matar un oficial, a un suboficial i van ferir a dos soldats.
El 25 de febrer de 1967 va comandar la columna que va participar en l'emboscada El Mortero, entre Sanés i El Blanquito (estat Lara), contra efectius del l'Exèrcit de Veneçuela, on van matar 3 efectius i en van ferir a 8. Després del seu retorn de Veneçuela va ser nomenat sotscap de l'Estat Major General. Posteriorment fou nomenat cap de les Construccions Militars i de l'Exèrcit Occidental de Cuba.
En 1977, Arnaldo Ochoa va ser el cap de l'operació multinacional contra l'avanç somali en l'anomenada Guerra de l'Ogaden. Soldats cubans, assessors soviètics, etíops i iemenites van combatre contra les forces somalis, que van ser derrotades sense poder reposar-se posteriorment.
En els anys vuitanta va ser cap de la Missió Militar Cubana a Angola, participant en la Guerra Civil angolesa i principalment en la batalla de Cuito Cuanavale. Va ser nomenat «Heroi de la República de Cuba». Va ser també un dels generals cubans que més condecoracions va rebre. Fou membre del Comitè Central del Partit Comunista.
En 1989 se'l va acusar d'estar vinculat amb oficials del Ministeri de l'Interior cubà per a la realització d'operacions de narcotràfic amb Pablo Escobar i el Càrtel de Medellín (Colòmbia). Segons relata el diari Granma, Ochoa i els seus còmplices, van conspirar per transportar sis tones de cocaïna via Cuba, rebent a canvi 3,4 milions de dòlars.
El 12 de juny de 1989 va ser enjudiciat per un tribunal militar. Ell i tretze implicats més foren acusats de contactar-se amb narcotraficants internacionals; traficar il·lícitament amb cocaïna, diamants i ivori; utilitzar l'espai aeri, el sòl i les aigües cubanes per a activitats de narcotràfic; i avergonyir a la Revolució amb actes qualificats com d'alta traïció.
El judici d'Ochoa va ser televisat durant un mes, i el militar va assenyalar que no sabia que els altres imputats desenvolupaven activitats de narcotràfic.A la seva declaració assenyala que sabia que De la Guardia feia negocis amb tabac i antiguitats assenyalant que "Jo mai vaig saber amb certesa que ell estigués fent negocis de narcotràfic". El 13 de juliol de 1989 va ser afusellat a l'Havana per decisió del tribunal militar, al costat del coronel Antonio de la Guardia, el capità Jorge Martínez i Amado Padrón.